# Cheile Pociovaliștei
Cheile Pociovaliștei alcătuiesc o arie protejată de interes național ce corespunde categoriei a IV-a IUCN (rezervație naturală de tip mixt), situată în vestul Transilvaniei, pe teritoriul județului Alba.

## Localizare
Aria naturală se află în partea de est a masivului Muntele Mare, respectiv în extremitatea de nord a județului Alba, la granița către județul Cluj, pe teritoriul comunei Ocoliș, la cca 1,5 km vest de satul Runc.

## Descriere
Rezervația naturală a fost declarată arie protejată prin Legea Nr.5 din 6 martie 2000, publicată în Monitorul Oficial al României, Nr.152 din 12 aprilie 2000, privind aprobarea Planului de amenajare a teritoriului național - Secțiunea a III-a - zone protejate și are o suprafață de 25 ha.
Rezervația este inclusă în situl de importanță comunitară - Trascău și reprezintăo arie naturală complexă, constituită din forme de relief pitorești, o asociație de abrupturi prăpăstioase, creste, turnuri, țancuri și hornuri.
Terenul este proprietate de stat (Ocolul Sivic “Romsilva”), administrat de Grupul de Acțiune Locală din Munții Metaliferi, Trascăului și Muntele Mare. Modul de folosință a terenului: păduri, pajiști, stâncării neproductive. 

## Căi de acces
Drumul național DN75 Turda-Câmpeni, până la confluența Văii Ocolișului cu Arieșul, apoi pe drumul comunal spre nord, pe Valea Ocolișului, aproximativ 4 km până în satul Runc, la confluența Văii Ocolișului cu pârâul Pociovaliștei. De aici spre vest, în lungul pârâului Pociovaliștei 1,5 km.

## Galerie de imagini

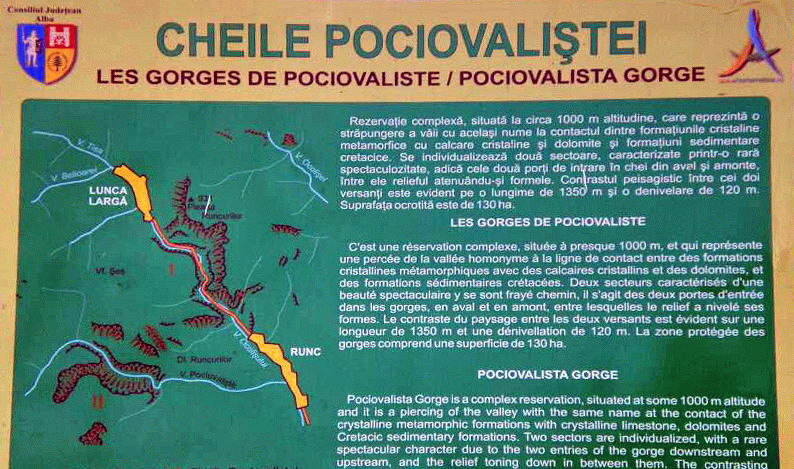
Cheile Pociovaliştei (panou informativ)